# Bistum Warangal
Das Bistum Warangal (lateinisch Dioecesis Varangalensis) ist eine in Indien gelegene römisch-katholische Diözese mit Sitz in Warangal.

## Geschichte
Das Bistum Warangal wurde am 22. Dezember 1952 durch Papst Pius XII. mit der Apostolischen Konstitution Cum de Hyderabadensi aus Gebietsabtretungen des Bistums Hyderabad errichtet. Am 31. Mai 1976 gab das Bistum Warangal Teile seines Territoriums zur Gründung des Bistums Nalgonda ab. Eine weitere Gebietsabtretung erfolgte am 18. Januar 1988 zur Gründung des Bistums Khammam.
Es ist dem Erzbistum Hyderabad als Suffraganbistum unterstellt.

## Territorium
Das Bistum Warangal umfasst die Distrikte Karimnagar und Warangal im Bundesstaat Andhra Pradesh.

## Bischöfe von Warangal
- Alphonsus Beretta PIME, 1953–1985
- Thumma Bala, 1986–2011, dann Erzbischof von Hyderabad
- Udumala Bala Showreddy, 2013–2025, dann Erzbischof von Visakhapatnam
  - Sedisvakanz seit 8. Februar 2025